# ناخودکا
ناخودکا (به روسی: Нахо́дка) شهری بندری است در سرزمین پریمورسکی در روسیه.
این شهر در سرشماری سال ۲۰۰۲ میلادی ۱۴۸٬۸۲۶ نفر جمعیت داشت که این میزان نسبت به جمعیت آن در سال ۱۹۸۹ که ۱۶۰٬۰۵۶ نفر بود کاهش نشان می‌دهد.
در سال‌های ۱۹۵۰ تا ۱۹۹۱ که بندر بزرگ ولادی‌وستوک به روی کشتی‌های خارجی بسته شد، ناخودکا به عنوان بندر اصلی در خاور دور روسیه عمل می‌کرد.
ناخودکا یکی از شرقی‌ترین شهرهای بزرگ روسیه است و در کنار خلیج ناخودکا از دریای ژاپن واقع شده‌است. این شهر از مسکو ۹۰۰۰ کیلومتر و از ولادی‌وستوک در حدود ۸۵ کیلومتر فاصله دارد. نزدیک‌ترین شهر به ناخودکا، پارتیزانسک است که در حدود ۵۰ کیلومتری شمال آن واقع شده‌است.